# All-Ireland Senior Football Championship 1919
L'All-Ireland Senior Football Championship 1919 fu l'edizione numero 33 del principale torneo di calcio gaelico irlandese. Kildare batté in finale Galway ottenendo il secondo trionfo della sua storia.

## All-Ireland Series

### Semifinali
| Dublino 24 agosto 1919 | Galway | 2-06 – 3-03 | Cavan | Croke Park |

| Dublino 14 settembre 1919 | Galway | 4-02 – 2-02 | Cavan | Croke Park |

| Navan 14 settembre 1919 | Kildare | 3-02 – 1-03 | Kerry |  |

### Finale
| Dublino 28 settembre 1919 | Kildare | 2-05 – 0-01 | Galway | Croke Park (32000 spett.) |